# Syngamia illatalis
Syngamia illatalis là một loài bướm đêm trong họ Crambidae.